# Korthalsia laciniosa
Korthalsia laciniosa är en enhjärtbladig växtart som först beskrevs av William Griffiths, och fick sitt nu gällande namn av Carl Friedrich Philipp von Martius. Korthalsia laciniosa ingår i släktet Korthalsia och familjen Arecaceae. Inga underarter finns listade i Catalogue of Life.